# ミゲル・アンヘル・ルイス
ミゲル・アンヘル・ルイス・ガルシア（Miguel Ángel Ruiz García、1955年1月5日 - ）は、スペイン・カスティーリャ＝ラ・マンチャ州トレド出身の元サッカー選手。ポジションはディフェンダー。

## 経歴
1980年代にアトレティコ・マドリードで活躍したディフェンダー。同クラブの下部組織出身であり、1977-78シーズンにトップチームデビューを果たした。1979-80シーズンからレギュラーに定着し、1984-85シーズンにはキャリア初のタイトルとなるコパ・デル・レイ優勝を経験した。また、1981年からはキャプテンを務め、1987年にCDマラガへ移籍するまでキャプテンマークを巻いた。
現役引退後は、古巣アトレティコ・マドリードやバレンシアCF、CDテネリフェでクラブの取締役を務め、2009年11月、完全にサッカー界から離れた。